# Rex 6000

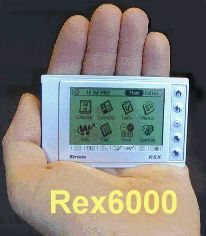
Der Rex 6000 im Größenvergleich mit einer Hand

Der Rex 6000 ist ein vollständiger PDA in der Größe einer PCMCIA-Karte. Er wurde bis zum August 2001 von Xircom produziert.
Er ist der Nachfolger des Rex 5001 und verfügt (im Gegensatz zu dem Vorgänger) über einen Touchscreen. Er wird von zwei flachen Knopfzellen (2× CR2016) mit Strom versorgt und hat einen Z80-kompatiblen Prozessor sowie 2 MB Flash RAM, der die auf dem Gerät gespeicherten Daten auch bei leeren Batterien behält. Das monochrome Display hat 240 × 120 Bildpunkte.
Zum Eingeben von Daten wird eine Tastatur eingeblendet, eine Handschrifterkennung ist nicht implementiert. Die Standardversion hat ein amerikanisches Tastenlayout und verfügt über einen Kalender, ein Adressenverzeichnis, eine Aufgabenliste, ein Notizbuch, eine Weltzeituhr und einen Rechner. Mit Hilfe von mitgelieferter Software kann der Rex 6000 mit einem PC oder Laptop synchronisiert werden. Entweder steckt man ihn direkt in einen PCMCIA-Slot oder schließt ihn über die mitgelieferte Docking-Station an den PC an.
Die japanische Firma Citizen hatte einen ähnlichen Mini-PDA namens Dataslim2 im Angebot, für den ein Software Development Kit erhältlich war. Mit dessen Hilfe gelang es, diverse Zusatzprogramme zu schreiben, die allesamt kostenlos zur Verfügung gestellt wurden, zum Beispiel Spiele, eine Terminübersicht, wissenschaftliche Rechner, ein Malprogramm, ein Mini-Piano und vieles andere. Unter Verwendung eines Spezialprogramms veränderten einige Besitzer das Tastatur-Layout und den eingebauten Zeichensatz; es entstanden nicht nur diverse mitteleuropäische Rex-6000-Versionen, sondern auch griechische, kyrillische und hebräische.